# Punta Aguda
La punta Aguda (en inglés: Prong Point) es un cabo del extremo sur de la isla Bougainville, que se ubica al oeste de la costa oriental de la isla Soledad del archipiélago de las Malvinas, que según la Organización de las Naciones Unidas (ONU), está en litigio de soberanía entre el Reino Unido, quien la administra como parte del territorio británico de ultramar de las Malvinas, y la Argentina, quien reclama su devolución, y la integra en el departamento Islas del Atlántico Sur de la provincia de Tierra del Fuego, Antártida e Islas del Atlántico Sur.
Este cabo es el punto más oriental de la isla Bougainville y se encuentra en cercanías de la punta Arrecife, y al sur de la punta Pingüino.
Este accidente geográfico es uno de los puntos que determinan las líneas de base de la República Argentina, a partir de las cuales se miden los espacios marítimos que rodean al archipiélago.